# Eleccions al Parlament Basc de 1990
Les Eleccions al Parlament Basc de 1990 se celebraren el 28 d'octubre de 1990. Amb un cens d'1 687 936 electors, els votants foren 1 029 457 (60,98%) i 658 479 les abstencions (39,01%). El PNB fou la força més votada. Es repetí novament el pacte entre PSE-PSOE i PNV va ser investit lehendakari José Antonio Ardanza Garro. Els diputats d'Herri Batasuna no van ocupar els seus escons.

## Resultats
- Els resultats foren:[1]

| ← Eleccions al Parlament Basc, 1990 →      |         |       |        |
| Partit                                     | Vots    | %     | Escons |
| EAJ-PNV                                    | 289 701 | 28,49 | 22     |
| PSE-PSOE                                   | 202 736 | 19,94 | 16     |
| Herri Batasuna                             | 186 410 | 18,33 | 13     |
| Eusko Alkartasuna                          | 115 703 | 11,38 | 9      |
| Partit Popular                             | 83 719  | 8,23  | 6      |
| Euskadiko Ezkerra                          | 79 105  | 7,78  | 6      |
| Unidad Alavesa                             | 14 351  | 1,41  | 3      |
| Ezker Batua                                | 14 440  | 1,42  |        |
| CDS                                        | 6 680   | 0,66  |        |
| Democràcia Socialista                      | 5 023   | 0,49  |        |
| Los Verdes Ecologistas                     | 4 304   | 0,42  |        |
| Agrupació Electoral José María Ruiz Mateos | 4 303   | 0,423 |        |
| Euskal Herriko Berdeak                     | 4 199   | 0,41  |        |
| PST                                        | 3 010   | 0,30  |        |
| Partido Humanista                          | 825     | 0,08  |        |
| LKI - EMK                                  | 670     | 0,07  |        |
| Alianza por la República                   | 669     | 0,07  |        |
| PCPE-EK                                    | 559     | 0,06  |        |
| PCE (ml)                                   | 272     | 0,03  |        |

A part, es comptabilitzaren 7 508 (0,40%) vots en blanc.

## Diputats electes

### Biscaia
- Joseba Andoni Aurrekoetxea Bergara (EAJ-PNB)